# Sombrero-szabalpálma
A sombrero-szabalpálma (Sabal causiarum) a pálmafélék (Areacea) családjába tartozó faj.

## Elterjedése
Hispaniolán, Puerto Ricóban, a Brit Virgin-szigeteken, Haitin, és a Dominikai Köztársaságban őshonos.

## Leírása
A sombrero szabalpálma egy legyezőpálma. Törzse vaskos 35–70 cm átmérőjű és 10 méter magasra is megnő. 20-30 levelet növeszt, egyenként 60-120 levélkével. Virágzata egy elágazó, ívelt vagy lelógó tengelyen helyezkedik el, amely hosszabbra nő, mint a növény levelei. Gömb alakú, fekete gyümölcsöket terem. A gyümölcs 0,7-1,1 cm átmérőjű. A gyümölcs mérete és alakja a legfőbb bélyeg, amelynek segítségével e faj elkülöníthető a dominikai szabalpálmától (Sabal domingensis).

## Felhasználása
Amint a köznapi elnevezésében, ugyanúgy a tudományos nevében is tükröződik, hogy a leveleit kalapok készítésére is felhasználják. 1901-ben Orator F. Cook Cabo Rojóban járva egy Joyuda nevű falu közepére települt kalapkészítő manufaktúráról számolt be. Itt nagy mennyiségben készültek kalapok e faj leveleinek felhasználásával (Cook). Andrew Henderson később megállapította, hogy ez az iparág 1908-ra jelentősen lecsökkent (Henderson). Leveleit ma is felhasználják kalapkészítésre ugyanúgy mint, kosárfonásra, szőnyeg szövésre (Henderson) és függőágyak készítésére (Little). Az idősebb leveleket tetőfedéshez is felhasználják (Little). Díszes, "masszív, impozáns megjelenése" (Proctor) miatt a lakott területek kedvelt utcalátképe és gyakran pusztán ezért is ültetik.

## Fordítás
- Ez a szócikk részben vagy egészben a Sabal causiarum című angol Wikipédia-szócikk fordításán alapul.  Az eredeti cikk szerkesztőit annak laptörténete sorolja fel. Ez a jelzés csupán a megfogalmazás eredetét és a szerzői jogokat jelzi, nem szolgál a cikkben szereplő információk forrásmegjelöléseként.